# Club Deportivo Alcalá
Maillots
Le Club Deportivo Alcalá est un club espagnol de football basé à Alcala de Guadaira.

## Histoire
Le club évolue à cinq reprises en Segunda División B (troisième division) : de 2004 à 2008, et enfin lors de la saison 2010-2011. Il réalise sa meilleure performance en Segunda División B lors de la saison 2005-2006, où il se classe 8e du Groupe IV, avec un total de 14 victoires, 11 nuls et 13 défaites.